# Ali Ahmadzadeh
Seyed Ali Ahmadzadeh (n. 11 septembrie 1964, Gachsaran County⁠(d), Provincia Kohgiluyeh și Boyer-Ahmad⁠(d), Iran) este un avocat și politician iranian care lucrează ca al 21-lea guvernator general al provinciei Kohgiluyeh și Boyer-Ahmad din 2021.   Din 2005 până în 2009, a lucrat ca viceguvernator general al Provincia Qom pentru afaceri economice.
Este doctor în drept privat la Universitatea Tarbiat Modares din Teheran, un master în drept privat la Universitatea Qom și un master în administrație publică la Centrul de Administrație Publică din Qom.